# El Moreno (Hidalgo)
El Moreno es una localidad mexicana; localizada en el municipio de Progreso de Obregón en el estado de Hidalgo.

## Geografía
Se encuentra en la región geográfica del Valle del Mezquital; a la localidad le corresponden las coordenadas geográficas 20° 18’ 05.699” de latitud norte y 99° 10’ 24.390” de longitud oeste, con una altitud de 2020 m s. n. m. Cuenta con un clima semiseco templado.
En cuanto a fisiografía se encuentra en la provincia del Eje Neovolcánico, dentro de la subprovincia de Llanuras y Sierras de Querétaro e Hidalgo; su terreno es de sierra. En lo que respecta a la hidrología se encuentra posicionado en la región del Pánuco, dentro de la cuenca del río Moctezuma, y en la subcuenca del río Tula.

## Demografía
En 2020 registró una población de 1260 personas, lo que corresponde al 5.33 % de la población municipal. De los cuales 593 son hombres y 667 son mujeres.
| Gráfica de evolución demográfica de El Moreno entre 1990 y 2020 |
|                                                                 |
| Población registrada por los censos y conteos del INEGI.        |